# Sällskapsdam
Sällskapsdam (engelska: Lady's companion) var namnet på ett historiskt yrke för kvinnor. En sällskapsdam var anställd som betalt sällskap hos en annan kvinna. Yrket var besläktat med hovdamens, men begreppet hovdam kom att associeras enbart med de sällskapsdamer som var anställda hos kungliga kvinnor, medan sällskapsdamer blev titeln för de som var anställda hos icke kungliga kvinnor. 
Yrket var vanligt i europeiska högreståndsmiljöer från åtminstone mitten av 1700-talet, då det omtalas som ett klart definierat yrke i England, men fanns egentligen långt tidigare. Runt år 1900 började yrkets förutsättningar försvinna, genom en större rörelsefrihet och arbetsmarknad för kvinnor och ståndssamhällets försvinnande. 
Ordet sällskapsdam har ibland även används som ett namn för en kurtisan eller eskort, men det har då gällt kvinnor som anställts som sällskap åt män, inte andra kvinnor. 

## Bakgrund och villkor
Sällskapsdamens yrke växte fram ur det diffusa fenomen som bestod av att en ensamstående och medellös kvinna ur överklassen upptogs i ett hushåll tillhörigt en familj av samma samhällsklass och försörjdes av dem, något som var vanligt ifråga om ensamstående kvinnliga släktingar. Hon förväntades agera sällskap åt familjens kvinnor och hjälpa till med olika uppgifter i utbyte mot försörjning, men räknades inte som en tjänare utan snarare som en "gäst". Under medeltiden hade inte bara kungliga utan även adliga kvinnor sådana sällskapsdamer i sitt hushåll, som hade samma uppgifter som hovdamer hade hos kungliga kvinnor. Det var ett informellt yrke, som först under 1700-talet kom att bli klart erkänt och definierat som ett yrke. 
Uppgifter om sällskapsdamer finns belagda i Storbritannien från mitten av 1700-talet. En sällskapsdams arbetsuppgifter och ställning hos sin arbetsgivare motsvarade i stora drag en hovdams hos en kvinnlig kunglighet. Sällskapsdamen skulle vara av samma, eller något lägre, social klass som sin arbetsgivare. Yrket var, vid sidan av den som guvernant (privatlärare) och ledare av en flickskola, fram till slutet av 1800-talet ett av få yrken en kvinna ur medelklassen eller överklassen kunde försörja sig på utan att förlora sin klassmässiga status. Hon mottog en lön som officiellt kallades underhåll. Yrket påminde till viss del om en kammarjungfrus, men en kammarjungfru hade en klart definierad ställning som en tjänare, vilket en sällskapsdam inte ansågs vara.
I likhet med en hovdam skulle hon enbart utföra uppgifter som även hennes arbetsgivare skulle ha kunnat utföra, men valde att inte göra. Det kunde handla om att hjälpa henne att agera värdinna vid mottagningar, fläkta henne med solfjäder, utföra hennes sömnadsarbeten, ge order till tjänarna och närvara som förkläde vid tillfällen när det skulle ha ansetts opassande för en kvinna att inte ha en annan kvinna närvarande – som vid umgänge med män, och där endast en kvinna av samma klass räknades. 

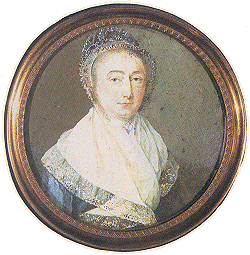
Agathe Deken arbetade i unga år som sällskapsdam.

Yrket grundade sig mycket på det faktum att samtidens överklasskvinnor tillbringade sin mesta tid hemma, och att det fanns så många tillfällen där en kvinna enligt etiketten inte ansågs kunna vara utan sällskap av en annan kvinna ur samma samhällsklass som hon själv, då hon till exempel var tvungen att bo ensam, eller då hon träffade en man hon inte var släkt med. Yrkets förutsättningar började försvinna vid sekelskiftet 1900, då fler yrken öppnades för kvinnor ur medel- och överklassen och överklasskvinnors liv allt mindre begränsades till hemmet.

## Sällskapsdamer i Sverige
I Sverige tillhörde sällskapsdamerna ofta samma sociala klass som sina arbetsgivare. Inom adeln, där en kvinna inte ansågs kunna försörja sig genom arbete av sociala skäl, kunde en kvinna utan arv normalt endast försörja sig genom äktenskap. En adlig kvinna som inte gifte sig och inte hade en egen förmögenhet, blev som regel försörjd som "gäst" hos familj och släkt eller, om sådan inte fanns, hos övriga bekantskapskrets inom samma sociala samhällsklass. En kvinna som blev försörjd på detta sätt förväntades i gengäld fungera som sällskap, sjukvårdare, ställföreträdande mödrar och liknande, det vill säga utföra sysslor som var socialt accepterade för deras klass men inte utfördes av hustrun i huset. 
I en bok om kvinnans ställning från 1867 beskrevs sällskapsdamens yrke bland de få yrken som var accepterade för överklasskvinnor som tvingades försörja sig genom arbete: 
"Om vi nu efter arbets- och handelsklassens qvinnor taga i betraktande de fattigare döttrarna bland den högre borgareklassen eller adeln, framställer sig fördomen för oss under en annan ske/pnad, men ännu mera nedslående. Utan hemgift och utan medel att kunna förskaffa sig en sådan, genom sina vanor utestängda från att försörja sig medelst handarbeten, genom lagarna utestängda från yrkesrättighet, äro dessa stackars offer hemfallna till rof åt den förfärliga och obotliga landsplåga, som man kallar ledsnaden! [...] Blifva sådana unga flickor fader- och moderlösa, se vi dem framsläpa sitt lif från den enas gästfrihet till den andras, det vill säga från den enas missaktning till den andras.  [...] Dessutom ligger det i dens ställning, som alltid emottager och aldrig gifver, i det öfverflöd man emottager och delar utan arbete, en viss bristande värdighet, som nödvändigtvis förr eller sednare verkar på välgörarinnans sinne, och snart nog har den unga flickan, bortvisad från det hem man bad henne anse som sitt eget, ingen annan utväg än att fly till ett af de eländigaste yrken, nämligen att söka sig en plats såsom sällskapsdam. Sällskapsdam, tjenarinnekallet inom salongen! Visserligen kan en lärarinnas kall, om hon har att göra med oförnuftiga, högdragna föräldrar, mången gång vara bittert nog; men lärarinnan har åtminstone sina verkliga rättigheter, efter som hon har pligter att uppfylla: hon är herrskarinna under det hon undervisar, och hennes kall för dessutom med sig ett värde och en nytta, som höjer henne i hennes egna ögon. Men en sällskapsdam, hvad är hennes befattning? Att roa. Hvem håller hon sällskap? Ledsnaden, det fåfänga lättsinnet, stundom lasten. Likväl, besynnerligt nog, och dertill bevisande huru djupt föraktet för arbete och förtjent bröd har inträngt i de qvinliga sederna, föredrar en ung flicka af den högre klassen den förtroligare anställningen såsom sällskapsfröken framför en lärarinnas sysselsättning. Hon förledes af den sysslolöshet en sådan plats innebär, och hon ’tror sig mindre sänka sig från sin ursprungliga rang - om hon gör ingenting." 
Positionen motsvarade en hovdams och jämfördes också med en sådan. Systrarna Ebba (1815-1908) och Wilhelmina "Mina" Lilliestråhle (1817-1904), döttrar till Carl Lilliestråhle och Ulrika Silfversparre, som var fattiga och ogifta och försörjde sig som gäster hos förmögna kvinnor i utbyte mot att fungera som allt-i-allos åt dessa: "Bland damer som uppvaktade, det är rätta ordet, utom grevinnan Lewenhaupt och hennes döttrar, märktes systrarna Ebba och Mina Lilliestråhle, som även i Stockholm hörde till de stadigvarande gästerna i n:r 13, i synnerhet den äldre Ebba som, tror jag, någon tid nästan var sällskapsdam på stat" och, enligt Lotten Edholm utgjorde de sällskap och utförde alla möjliga sysslor som bland annat sömnadsarbete åt bekantskapskretsen och var "högt beundrade av grefvinnan Lotten von Platen och hennes slägt De Geer, Posse och Wachtmeister. Alla omhuldade dessa båda Fröknar; de kallades tom 'Grefvinnans hofdamer'". Ett annat exempel var den "fröken Silfverstolpe" som vårdade Clara von Platen till dennas död.

## Historiska exempel
- Agnes McDonald
- Johanna Mestorf
- Flora Tristan
- Cathrine Marie Møller
- Agnete Sophie Budde
- Julie de Lespinasse
- Claude de Vin, Mademoiselle des Œillets
- Louise Bjørnsen
- Élise la Flotte
- Beatrix-Etienne Renart Lage de Volude